# オスカル2世 (スウェーデン王)
オスカル2世（オスカル2せい、Oscar II, Oscar Fredrik Bernadotte, 1829年1月21日 - 1907年12月8日）は、ベルナドッテ王朝第4代のスウェーデン国王（在位：1872年 - 1907年）およびノルウェー国王（在位：1872年 - 1905年）。オスカル1世の三男。母はジョゼフィーヌ（ナポレオン1世の皇后ジョゼフィーヌの孫）。
1877年から1901年まで発行されていた5から1000ノルウェー・クローネ紙幣6種に肖像が描かれていた。
オイルサーディンの著名ブランド「	キングオスカー（ノルウェー語: King Oscar）」は、1902年にクリスチャン・ビェレン社（ノルウェー語: Chr. Bjelland & Co）に対し、輸出向けオイルサーディン缶詰に自身の名と肖像の使用を勅許したことに由来する。

## 生涯
夭逝した王子の他に男子のなかった兄カール15世の死により即位した。この時代はスウェーデンの社会文化が振興し、成熟期を迎えた。また産業革命も起こった。国王と王家はその時代の象徴として存在し、スウェーデン社会に溶け込んで行った。オスカル2世もスウェーデン語を完全にマスターしていたが、雄弁家としても知られ、スウェーデン語で著書を発表するなどスウェーデン人として振る舞った。とはいえ、この時代はアメリカへの大規模な移民が続いた。また外交政策では一貫して中立政策をとり、19世紀ヨーロッパに起きた帝国主義とは一線を画した。そしてドイツ統一によって台頭したドイツ帝国の登場は、ロシア帝国に対するバランサーとして歓迎した。
オスカル2世は国民にとって魅力ある国王ではあったが、ドイツ帝国の盟主プロイセン王国との結び付きは、政府、国民の非難を浴びた。スウェーデンでは民主主義が根付き始め、国王が外交に関わることを拒んだのである。スウェーデン人は過去の親仏感情から親独感情へ移行したとはいえ、基本は中立主義を指針としていた。しかしオスカル2世は汎ゲルマン主義に傾き、ロシアからの盾としてドイツ・スカンディナヴィア国家連合を構想した。当然ながら、これはスウェーデン政府と隣国デンマークの非難を浴び、国王の国家統治権、王権は形骸化、象徴化していくこととなった。
しかしこの時代はまた、スウェーデンのナショナリズムが昂揚する時代であった。スヴェン・ヘディンを初めとした探検隊が中央アジアへ向かい、またノルデンショルドは史上初めて北極海を越え、北東航路を発見した（1879年）。そしてこの時代の最大の出来事は、ノーベルによるノーベル賞の設立である（1901年）。この世界的な賞の設立は、オスカル2世の理解を得て、スウェーデン・アカデミーとして国王の儀礼となり、スウェーデン王国の栄誉と国威を大いに高めた。1890年代のナンセンのフラム号遠征に関しては、ノルウェー人の愛国主義の盛り上がりからスウェーデン人からの支援をフリチョフ・ナンセンは辞退したが、オスカル2世は寄付として2万クローネを支出している。
1814年以降スウェーデンとの同君連合下にあったノルウェーでは、1890年代に外交や内政でスウェーデンとの対立が顕著になった。ノルウェーは世界第3位の海運国になるなど自立が更に進み、自国の領事館の設置を巡り両議会が対立した。オスカル2世はノルウェー議会の方針には反対の意を唱え、スウェーデン議会は国王の支持を取りつけて、領事館設置の法案を拒否した。ノルウェー議会は反発し、軍事衝突が懸念されたが、この時はノルウェー側が譲歩した。1905年、両議会の交渉が決裂、ノルウェー議会は連合の解消を宣言し、ノルウェーで行われた国民投票では圧倒的な賛成で独立が支持された。スウェーデン政府はこの決定に反発し、軍を総動員して戦争の危機にまで至ったが、ノルウェーの独立が必至であることを理解したオスカル2世は、スウェーデン議会と国民を説得し、困難な交渉の末にノルウェーの分離独立が合意に至った。オスカル2世は本心からノルウェー独立を了承したわけではなかったが、両国の安寧のため止むなしと決断した（こうした経緯のためにオスカル2世は、ベルナドッテ王家によるノルウェー王位継承権を放棄することとなった）。心証を害して傷ついた老王に、1万人のストックホルム市民が集まってスウェーデン王室歌を歌い、国王夫妻を慰めた。新たなノルウェー国王には、デンマーク王フレゼリク8世の次男でオスカルの兄カール15世の外孫のホーコン7世（オスカル2世にとっては大甥に当たる）が迎えられた。
国民的な誉れの高かったオスカル2世は、1907年に78歳で没した。

## 家族
オスカル2世は1857年に、ナッサウ公ヴィルヘルムの娘で、後にルクセンブルク大公となるナッサウ公アドルフの異母妹ソフィア・ヴィルヘルミナ・マリアナ・ヘンリエッタと結婚した。2人の間には4男が生まれた。
- オスカル・グスタフ・アドルフ（1858年 - 1950年、グスタフ5世）
- オスカル・カール・アウグスト（1859年 - 1953年、ゴトランド公）　フォルケ・ベルナドッテ伯の父
- オスカル・カール・ヴィルヘルム（1861年 - 1951年、ヴェステルイェートランド公）
- エウシェン・ナポレオン・ニコラウス（1865年 - 1947年、ネルケ公）